# 사막꿩
사막꿩(Syrrhaptes paradoxus)은 사막꿩과에 속하는 새이다.

## 생김새
사막꿩은 몸윗면이 황갈색에 검은색 반점들이 있고 꼬리가 길다. 수컷은 얼굴에 갈색이 등갈색이 있고 머리 위쪽과 뒷목,가슴이 회색이다. 암컷은 옆목과 뒷목에 검은색 반점들이 있다.

## 서식지
사막꿩은 사막이나 작은 풀이 자라는 초지에서 서식한다. 중앙아시아의 사막과 반사막 지역에 분포하며 대한민국에서는 1947년 11월 서울 마포 당인리에서 채집된 기록이 있고 2023년 1월 강원도 강릉에서 수컷 1마리가 발견되었다.